# Nogara
Nogara là một đô thị ở tỉnh Verona trong vùng Veneto của Ý, có cự ly khoảng 100 km về phía tây nam của Venice và khoảng 30 km về phía nam của Verona.
Nogara giáp các đô thị: Erbè, Gazzo Veronese, Isola della Scala, Salizzole, Sanguinettovà Sorgà.